# Мясожаровка
Мясожа́ровка (укр. М'ясожарівка; до 2016 г. Артёмовка) — село, относится к Сватовскому району Луганской области Украины.  
Население по переписи 2001 года составляло 37 человек. Почтовый индекс — 92623. Телефонный код — 6471. Занимает площадь 0,894 км². Код КОАТУУ — 4424087803.

## Местный совет
92623, Луганская обл., Сватовский р-н, с. Стельмаховка, ул. Школьная, 5